# Convenciones constitucionales en el estado de California

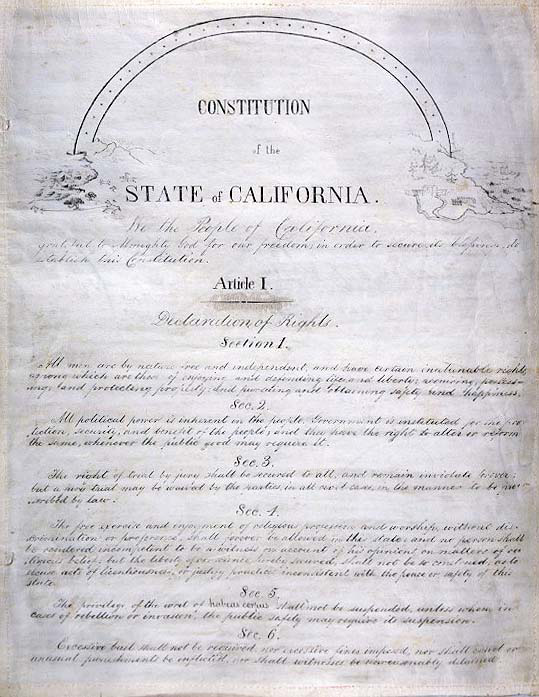
Copia manuscrita en pergamino de la constitución de 1849

Las Convenciones Constitucionales de California fueron dos asambleas constituyentes que se llevaron a cabo en California durante el siglo XIX y que culminaron en la creación de la Constitución de California de hoy en día. La primera, conocida como la Convención de Monterey, celebrada en septiembre y octubre de 1849 antes de que California obtuviera la categoría de estado estadounidense al año siguiente, adoptó la constitución original del estado. Este documento mantiene jurisdicción junto con la constitución actual que fue ratificada el 7 de mayo de 1879, siguiendo la Convención de Sacramento. El Artículo 3 Sección 2 de la Constitución actual hace referencia a los límites originales como se establece en la Constitución de 1849 en el Artículo 7. Como resultado de la desconfianza progresiva de los funcionarios electos, esta última constitución tardó un año completo en finalizarse (marzo de 1878 a marzo de 1879)  y ha sido descrita como "el ejemplo perfecto de lo que una constitución no debería ser". Durante el último cuarto del siglo se han planteado múltiples convocatorias para una tercera convención constitucional estatal, pero hasta ahora ninguna ha ganado un impulso político generalizado.

## Convención de Monterey de 1849

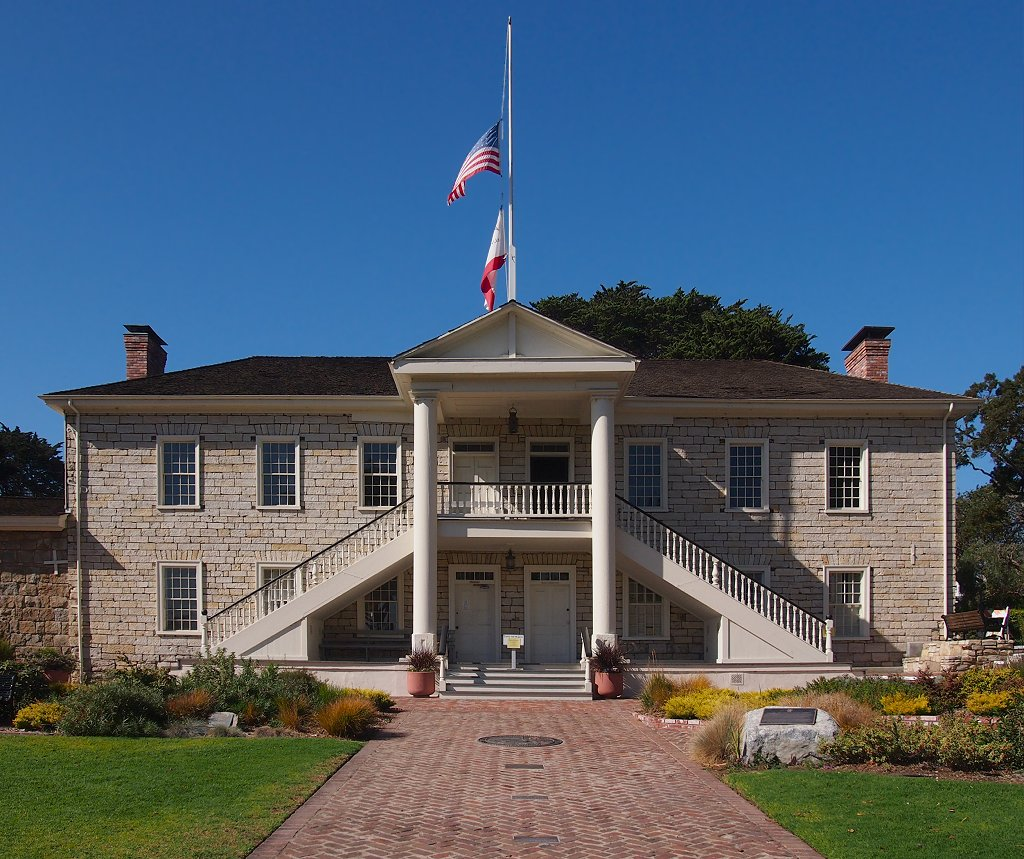
Colton Hall en Monterey, sede de la Convención Constitucional de 1849

La Convención de Monterey de 1849 fue la primera Convención Constitucional de California que se llevó a cabo. Bvt. general de brigada. Bennett C. Riley, gobernador ex officio de California, emitió una proclamación el 3 de junio de 1849 llamando a una convención y una elección especial el 1 de agosto donde se elegirían delegados a la convención.
El memorial que presentaba la constitución propuesta al Congreso afirmaba que prohibía la esclavitud no por un sentimiento antiesclavista, sino simplemente por un acuerdo unánime (incluidos los delegados de la convención originarios de estados esclavistas) de que el clima y el suelo de California no eran adecuados para el trabajo esclavo. También se designó el límite oriental propuesto como un compromiso entre quienes deseaban incluir toda la antigua Alta California mexicana (incluidos los actuales Nevada, Utah y Arizona) y un límite oriental propuesto por el comité en los 116° (incluida la mitad occidental de Nevada pero excluyendo el valle inferior del río Colorado y el valle de Imperial ), y negó haber considerado la división norte-sur en la línea de compromiso de Missouri (al sur de Carmel y Fresno ), argumentando que los californianos del sur no tenían interés en la división. : xix 

## Convención de Sacramento de 1878–79
La Convención de Sacramento de 1878–79 modificó y ratificó la constitución original de 1849. Se llevó a cabo en Sacramento, California de marzo de 1878 hasta marzo de 1879.
La Convención fue  compuesta por 152 delegados. Una serie de distritos se les asignó 88 delegados. Algunos de los distritos estaban compuestos por un solo condado, algunos compuestos por varios condados y otros operaban como distritos flotantes. El electorado del Estado en general eligió a 32 delegados. Cada uno de los cuatro distritos del Congreso eligió 8 delegados.
La nueva Constitución de California redactada  por la Convención fue votada el 7 de mayo de 1879 y adoptada por una votación de 77,959 contra 67,134.

## Convenciones futuras
El lenguaje actual en la Constitución de California : "La Legislatura mediante votación nominal registrada en el acta, con la concurrencia de dos tercios de los miembros de cada cámara, puede presentar en una elección general de si o no convocar una convención para revisar la Constitución. Si la mayoría vota sí, dentro de 6 meses la Legislatura convocará una convención. Los delegados en la convención constitucional serán votantes elegidos de distritos con poblaciones que sean tan equivalentes como sea posible". (ARTÍCULO XVIII ENMIENDAS Y REVISIONES DE LA CONSTITUCIÓN SEC. 2)
Dos peticiones de propuestas que circularon en 2010, 09-0066 Ley de Convención Constitucional de los Ciudadanos  y 09-0067 La Convocatoria para una Convención Constitucional Limitada de Ciudadanos, cuando se leyeran juntas habrían enmendado el mecanismo de convocatoria de una convención constitucional. Específicamente, la Ley de Convención Constitucional de Ciudadanos "especificará un método justo para seleccionar o elegir ciudadanos para ser delegados a una convención constitucional". Y la Convocatoria para una Convención Constitucional Limitada de Ciudadanos tendría tres tipos de delegados: Distrito de la Asamblea, Condado y Tribal. Habrá 240 delegados de los distritos de la Asamblea. Tres delegados elegidos por y entre un grupo seleccionado al azar de 50 personas elegibles de cada distrito de la Asamblea. Habrá un delegado de condado por cada fracción entera de 175,000 personas que residan en cada condado, siempre que haya al menos un delegado de condado para cada condado. Según el censo de 2010, habría 217 delegados por parte de los condados. Un delegado seleccionado por cada una de las tribus reconocidas a nivel federal. Un total de 461 delegados, cada uno con un voto. De los cuales se habrían requerido 231 para proponer enmiendas al electorado, pero se aboga activamente por un amplio consenso.

## Lecturas complementarias
- Cries for a reform of California government come from all sides
- A California constitutional convention for all
- Long road to a constitutional convention
- Be wary of constitution re-write
- Alameda officials back constitutional convention

- Datos: Q5164283